# Kabinett Bio II
Das Kabinett Bio II bezeichnet die Regierung von Sierra Leone unter Staatspräsident Julius Maada Bio von April 2018 bis April 2023. Ein erstes Kabinett Bio gab es kurzfristig 1996. Das aktuelle ist das Kabinett Bio III.
Erste Minister wurden am 12. April 2018 von Staatspräsident Bio nominiert, eine zweite Nominierung fand am 1. Mai 2018 statt. Das Kabinett umfasst Minister aus der Präsidentenpartei Sierra Leone People’s Party und aus Oppositionsparteien.

## Vereidigte Kabinettsmitglieder
Am 16. April 2018 wurde mit dem Justizminister der erste Minister vereidigt, da diese Position keiner Zustimmung durch das Parlament bedarf. Am 4. Mai und 7. Mai 2018 folgten weitere Minister.
| Amt oder Ressort                                 | Foto | Name                                                                          | Partei | Partei    | Amtszeit                                                                        |
| ------------------------------------------------ | ---- | ----------------------------------------------------------------------------- | ------ | --------- | ------------------------------------------------------------------------------- |
| Präsident (inkl. Verteidigung bis 2019)          |      | Julius Maada Bio                                                              |        | SLPP      | seit 4. April 2018                                                              |
| Vize-Präsident                                   |      | Mohamed Juldeh Jalloh                                                         |        | SLPP      | seit 4. April 2018                                                              |
| Chief Minister                                   |      | Jacob Jusu Saffa David Francis                                                |        | SLPP      | seit 30. April 2021 7. Mai 2018–30. April 2021                                  |
| Arbeit und Soziale Sicherheit                    |      | Alpha Timbo Adekunle Milton King                                              |        | SLPP      | seit ? 4. Mai 2018–?                                                            |
| Äußeres und Internationale Kooperation           |      | David Francis Nabeela Tunis Alie Kabba David Francis                          |        | SLPP      | seit 30. April 2021 Mai 2019–April 2021 4. Mai 2018–Mai 2019 18.–23. April 2018 |
| Bergbau und Mineralien                           |      | Musa Timothy Kabba Foday Rado Yokie Morie Manyeh                              |        | SLPP      | seit August 2020 31. Mai 2019–August 2020 4. Mai 2018–31. Mai 2019              |
| Bildung, Primäre und Sekundäre                   |      | David Sengeh                                                                  |        | parteilos | seit 20. November 2019                                                          |
| Bildung, Primäre und Sekundäre                   |      | Alpha Timbo                                                                   |        | SLPP      | 4. Mai 2018–20. November 2019                                                   |
| Bildung, Tertiäre                                |      | Alpha Wurie Aiah Gbakima                                                      |        | SLPP      | seit 2021 7. Mai 2018–2021                                                      |
| Energie                                          |      | Kanja Sesay                                                                   |        | SLPP      | seit 4. Mai 2018                                                                |
| Finanzen                                         |      | Sheku Ahmed Fantamadi Bangura dem Chief Minister unterstellt Jacob Jusu Saffa |        | ? SLPP    | seit Januar 2023 30. April 2021–Januar 2023 4. Mai 2018–30. April 2021          |
| Meereswesen                                      |      | Emma Kowa-Jalloh                                                              |        | SLPP      | seit 4. Mai 2018                                                                |
| Gesundheit                                       |      | Austin Demby Alpha Wurie                                                      |        | ? SLPP    | seit 18. Januar 2021 4. Mai 2018–18. Januar 2021                                |
| Handel und Industrie                             |      | Edward Sandy                                                                  |        | SLPP      | seit 31. Mai 2019                                                               |
| Handel und Industrie                             |      | Peter Bayuku Conteh                                                           |        | NGC       | 4. Mai 2018–31. Mai 2019                                                        |
| Inneres                                          |      | David Panda-Noah Edward Suluku                                                |        | SLPP      | seit Mai 2020 4. Mai 2018–Mai 2020                                              |
| Jugend                                           |      | Mohamed Bangura                                                               |        | SLPP      | seit 4. Mai 2018                                                                |
| Justiz und Attorney General                      |      | Mohamed Lamin Tarawalley Anthony Brewah                                       |        | SLPP      | seit 18. Januar 2022 7. Juli 2020–Januar 2022                                   |
| Justiz und Attorney General                      |      | Priscilla Schwartz                                                            |        | SLPP      | 11. Juni 2018–7. Juli 2020                                                      |
| Justiz und Attorney General                      |      | Charles Margai                                                                |        | PMDC      | 16. April 2018–11. Juni 2018                                                    |
| Information und Kommunikation                    |      | Mohamed Swaray                                                                |        | SLPP      | seit 4. Mai 2018                                                                |
| Ländereien und Behausung (bis 2019 inkl. Umwelt) |      | Turad Senessie Denis Sandy                                                    |        | SLPP      | seit ? 4. Mai 2018–?                                                            |
| Umwelt                                           |      | Foday Jaward                                                                  |        | ?         | seit 20. November 2019                                                          |
| Land- und Waldwirtschaft                         |      | Abu Bakarr Karim Denis Vandi                                                  |        | ?         | seit 5. Mai 2021 20. November 2019–5. Mai 2021                                  |
| Land- und Waldwirtschaft                         |      | Joseph Ndanema                                                                |        | SLPP      | 4. Mai 2018–20. November 2019                                                   |
| Lokalverwaltung und Ländliche Entwicklung        |      | Tamba Lamina                                                                  |        | ?         | seit Juli 2019                                                                  |
| Lokalverwaltung und Ländliche Entwicklung        |      | Anthony Brewah                                                                |        | SLPP      | 4. Mai 2018–Juli 2019                                                           |
| Öffentliche Arbeit und Staatseigentum            |      | Peter Conteh                                                                  |        | ?         | seit ?                                                                          |
| Öffentliche Arbeit und Staatseigentum            |      | Raymond de’Souza George                                                       |        | SLPP      | 4. Mai 2018–?                                                                   |
| Planung und Wirtschaftsentwicklung               |      | Francis Kaikai                                                                |        | ?         | seit 20. Juni 2019                                                              |
| Planung und Wirtschaftsentwicklung               |      | Nabeela Tunis                                                                 |        | SLPP      | 4. Mai 2018–20. Juni 2019                                                       |
| Politische und Öffentliche Angelegenheiten       |      | Foday Yumkella                                                                |        | SLPP      | seit 7. Mai 2018                                                                |
| Geschlechter- und Kinderfürsorge                 |      | Manti Tarawalli                                                               |        | ?         | seit 20. November 2019                                                          |
| Geschlechter- und Kinderfürsorge                 |      | Baindu Dassama                                                                |        | SLPP      | 4. Mai 2018–20. November 2019                                                   |
| Sport                                            |      | Ibrahim Nyelenkeh                                                             |        | SLPP      | seit 7. Mai 2018                                                                |
| Transport und Luftverkehr                        |      | Kabineh Kallon                                                                |        | SLPP      | seit 4. Mai 2018                                                                |
| Tourismus und Kultur                             |      | Memunatu Pratt                                                                |        | SLPP      | seit 4. Mai 2018                                                                |
| Verteidigung (seit 2019)                         |      | Kellie Conteh                                                                 |        | ?         | seit 20. November 2019                                                          |
| Wasser                                           |      | Philip Lansana                                                                |        | ?         | seit 20. November 2019                                                          |
| Wasser                                           |      | Jonathan Tengbeh                                                              |        | SLPP      | 4. Mai 2018–20. November 2019                                                   |
| Resident Minister: Eastern                       |      | Andrew Fatorma                                                                |        | SLPP      | seit 7. Mai 2018                                                                |
| Resident Minister: Northern                      |      | Abu Abu Koroma                                                                |        | SLPP      | seit 11. Juni 2020                                                              |
| Resident Minister: Northern                      |      | Isata Abdulai-Kamara (interimistisch)                                         |        | ADP       | 13. Mai 2020–11. Juni 2020                                                      |
| Resident Minister: Northern                      |      | Abu Abu Koroma                                                                |        | SLPP      | 7. Mai 2018–10. Mai 2020                                                        |
| Resident Minister: North West                    |      | Isata Abdulai-Kamara                                                          |        | ADP       | seit 7. Mai 2018                                                                |
| Resident Minister: Southern                      |      | Mohamed Alie                                                                  |        | SLPP      | seit 7. Mai 2018                                                                |